# 시티오브웨스트민스터

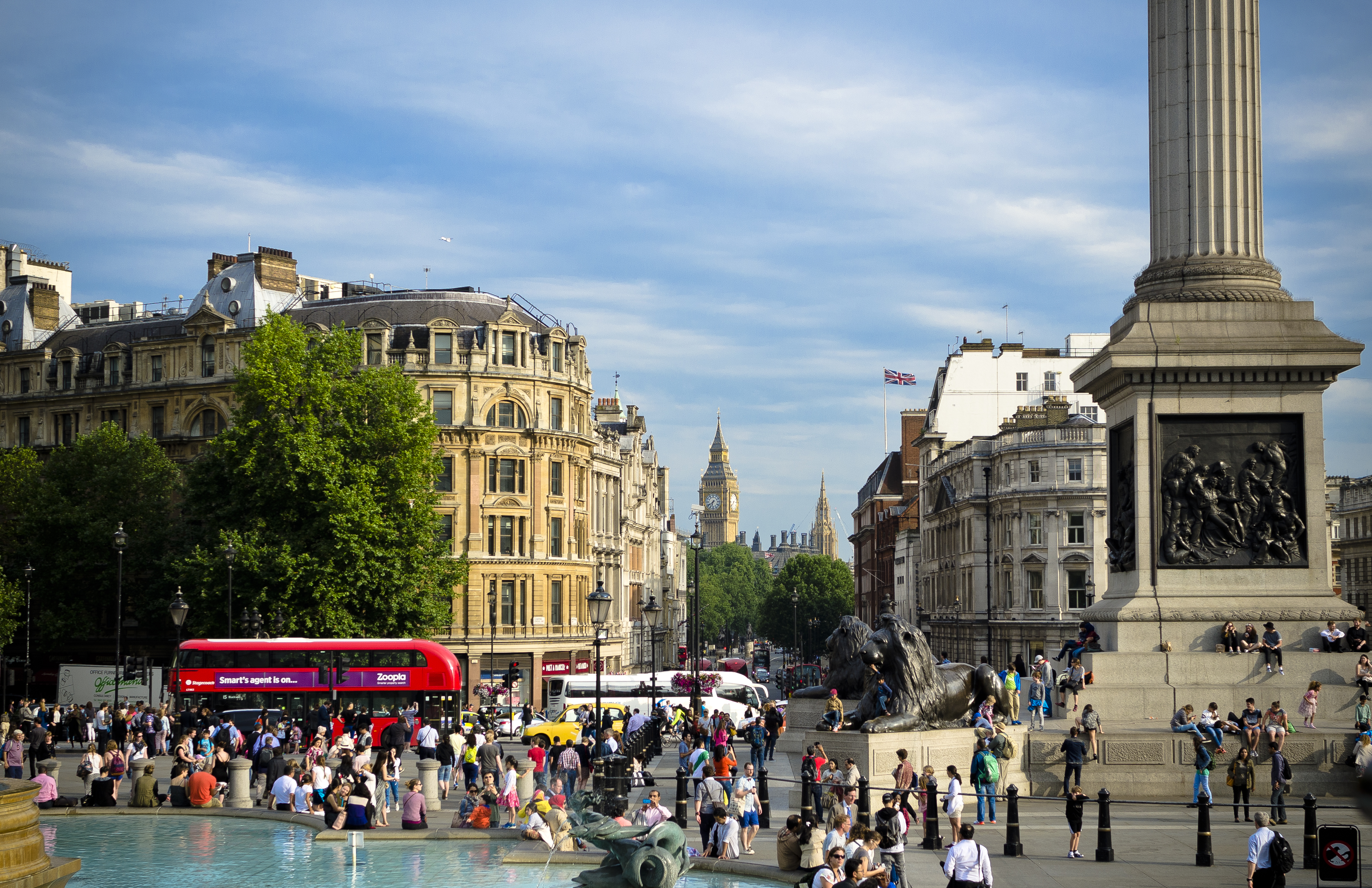
시티오브웨스트민스터의 전경

시티 오브 웨스트민스터의 지역 위치

시티오브웨스트민스터(City of Westminster)는 웨스트엔드오브런던 대부분을 포함하여 영국 그레이터런던의 중심지 다수를 차지하고 있는 런던 자치구이다. 시티오브런던의 서쪽에 있고 켄징턴 첼시 구의 동부, 템스강 남부 경계에 바로 붙어 있다. 런던 자치구에는 속하나 도시 지위를 지니고 있기 때문에 명칭에는 자치구(London 'Borough')가 아닌 '시티 오브 (City of)'가 들어간다. 1965년 그레이터런던 설립과 함께 만들어졌다.
시티오브웨스트민스터는 공원과 공공 용지를 제외하면 인구밀도가 높은 축에 속한다. 런던 하면 떠오르는 명소들이 이곳에 밀집해 있으며, 세인트 제임스 궁전, 버킹엄 궁전, 영국 국회의사당, 다우닝 가 10번지 등이 대표적이다. 또한 웨스트민스터 궁전 주변의 정치 1번지인 웨스트민스터 지역, 옥스퍼드 가-리전트 가-피카딜리-본드 가 주변의 상가, 야간 유흥 거리인 소호 일대 등의 여러 이름난 동네가 있다. 시티오브웨스트민스터의 대다수 지역은 주택가이며 2008년 기준 추산인구는 236,000명이다. 지역행정은 웨스트민스터 시의회가 맡고 있다.

## 사진

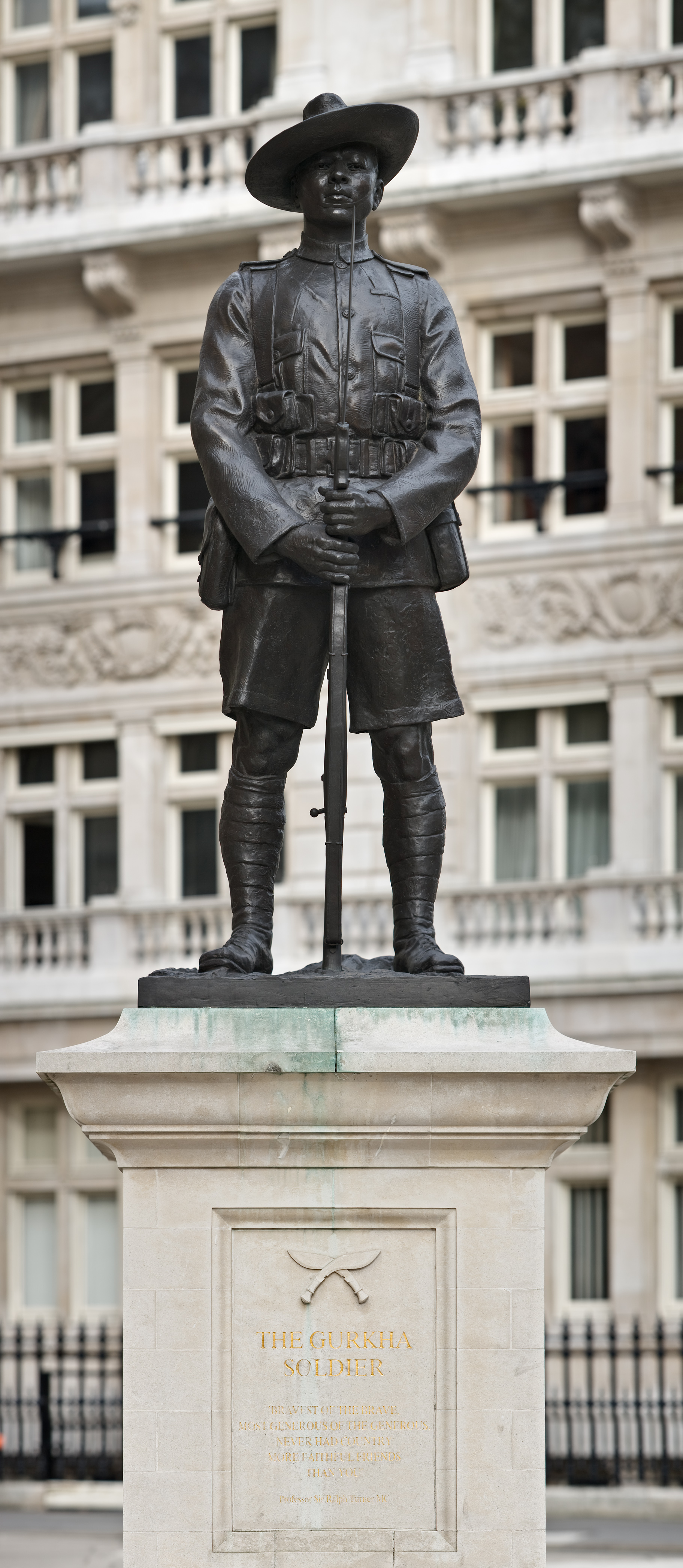
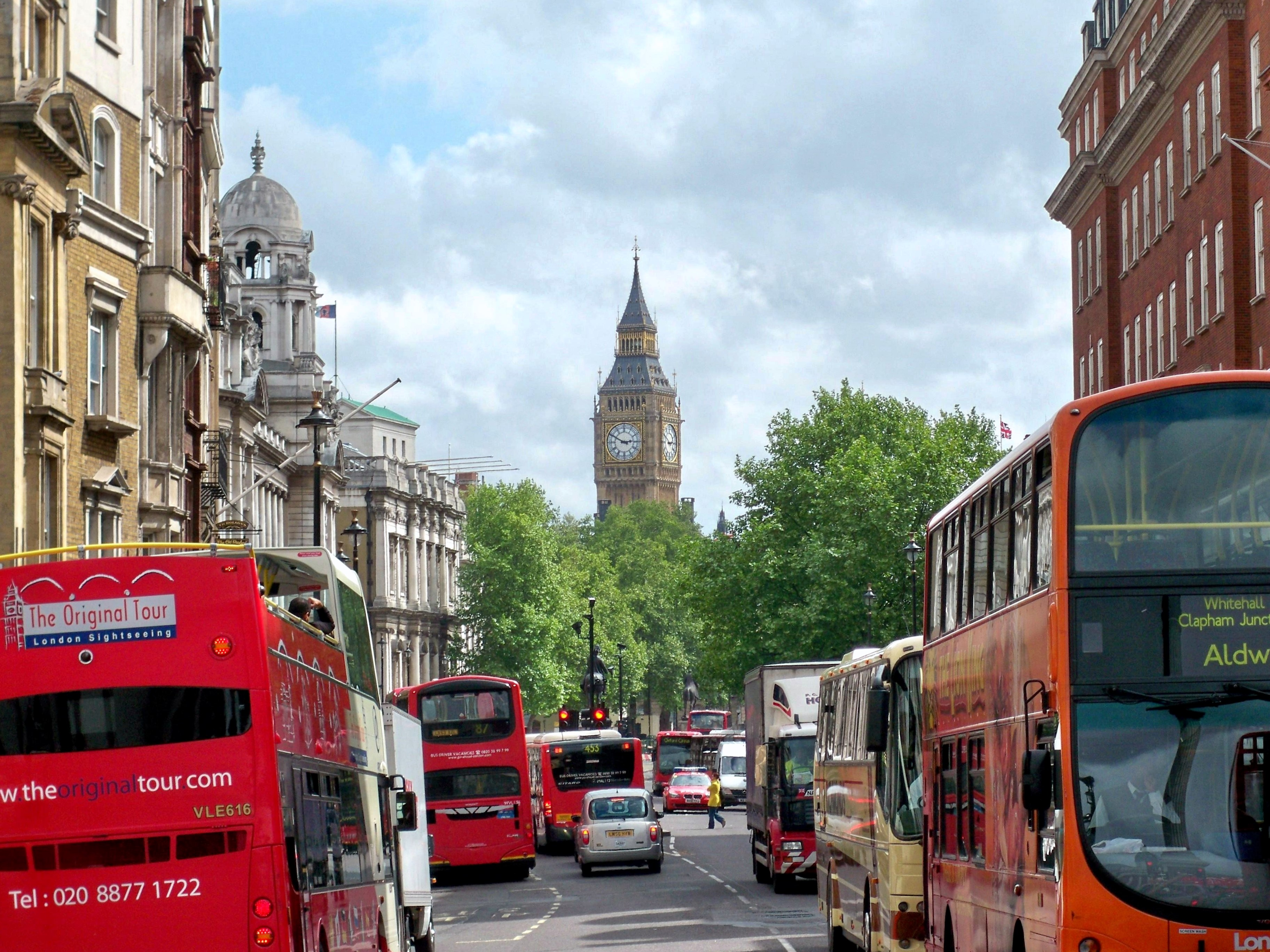
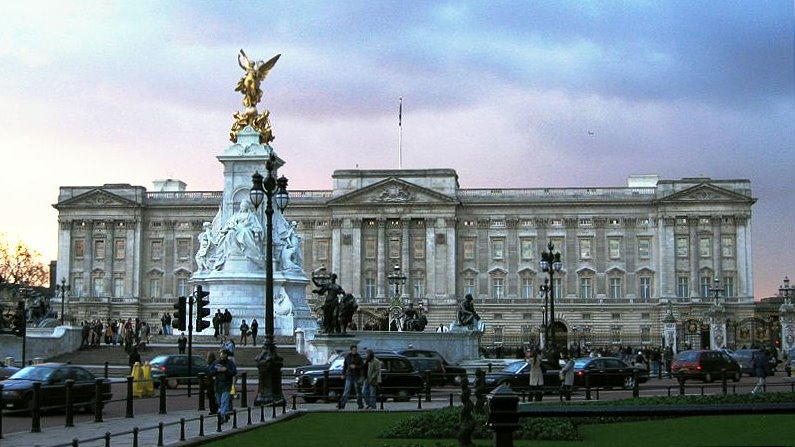
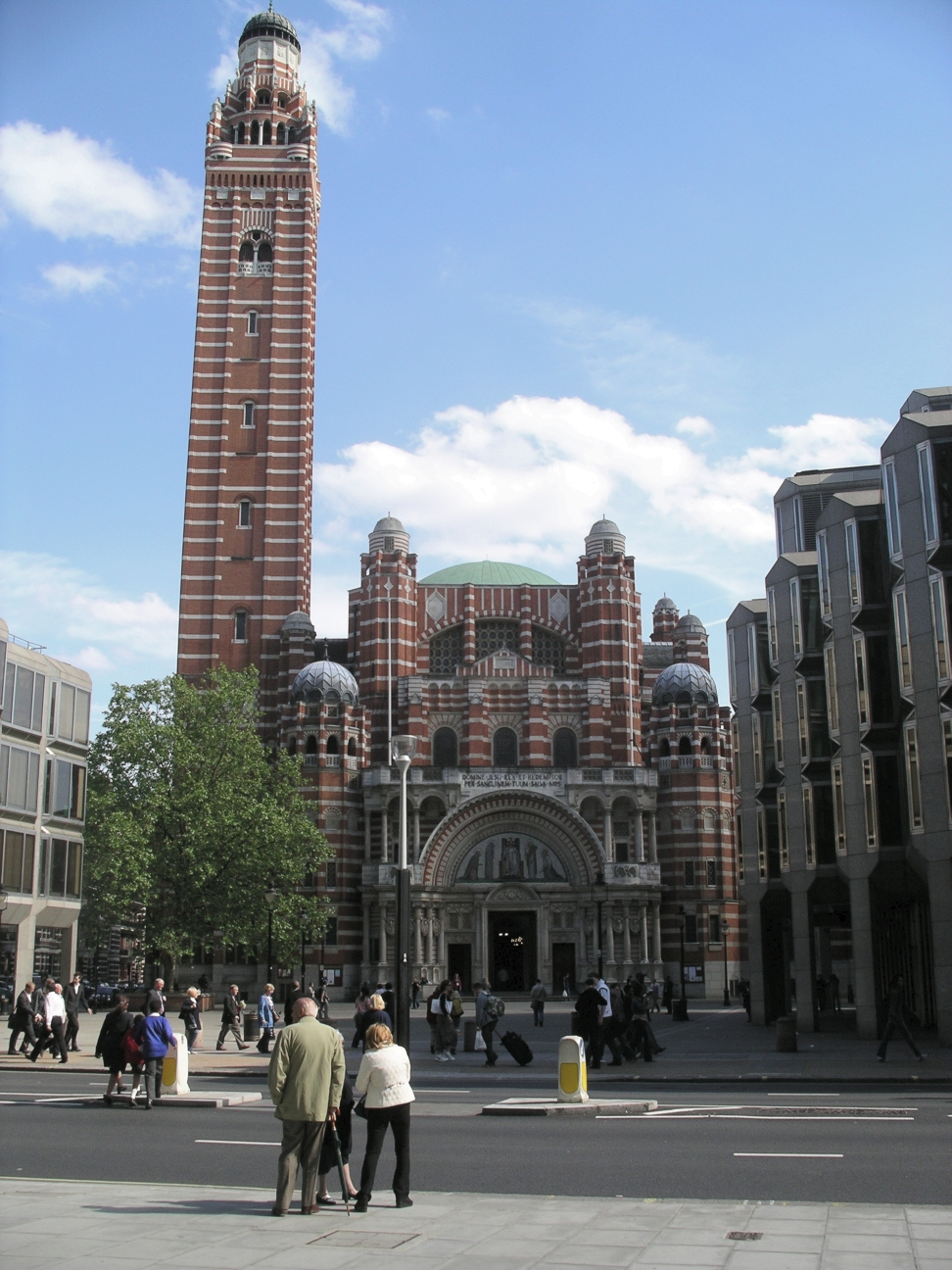
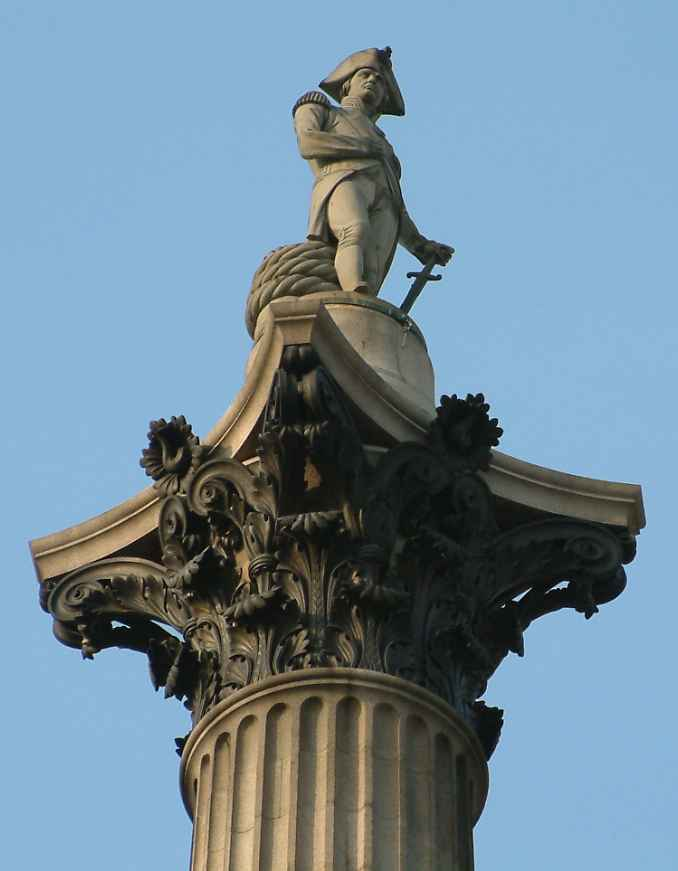
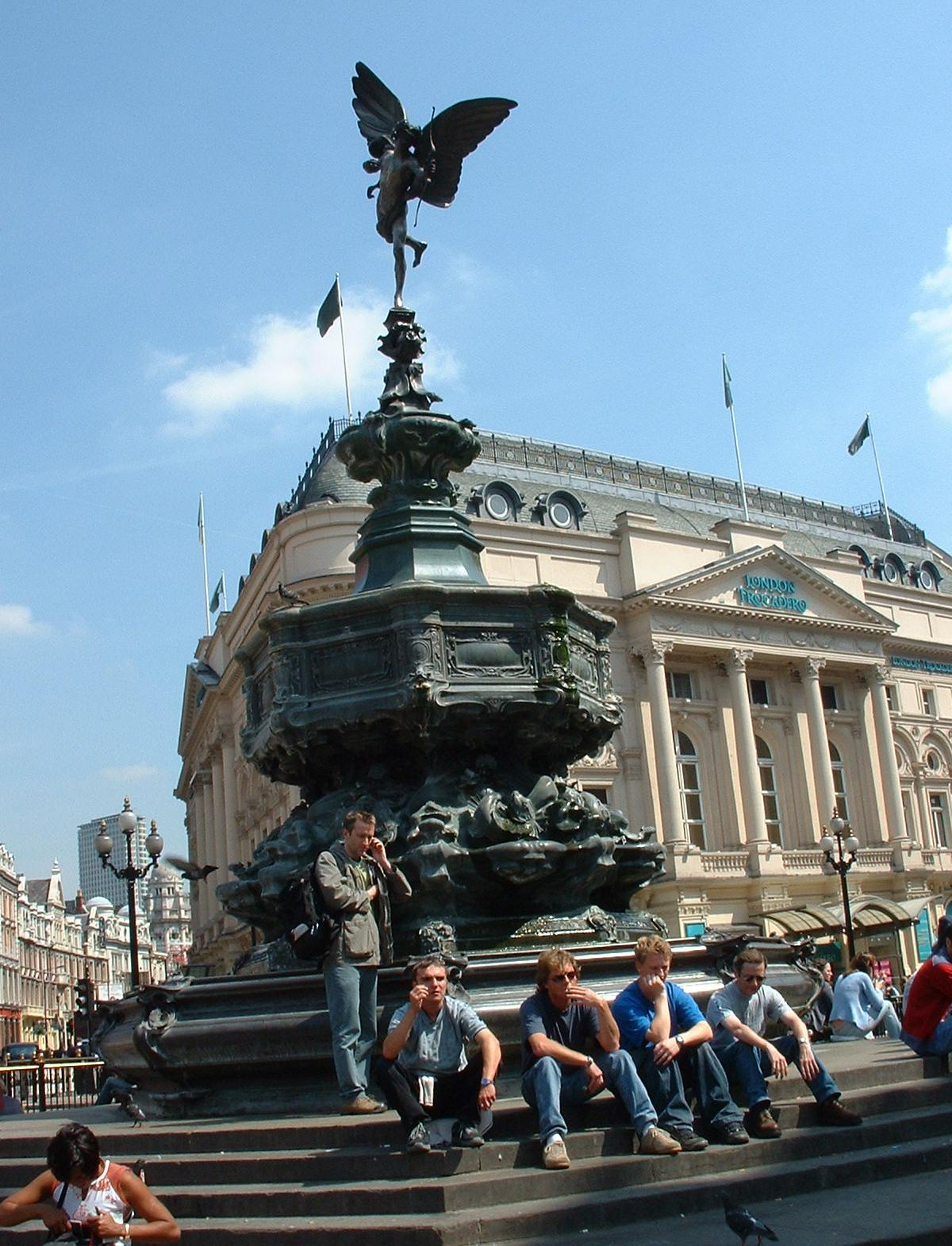
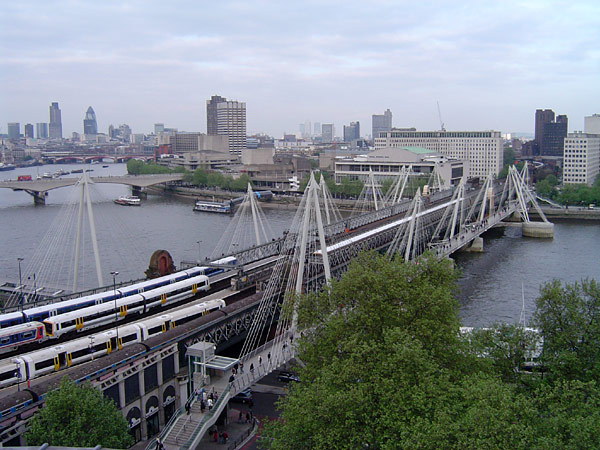
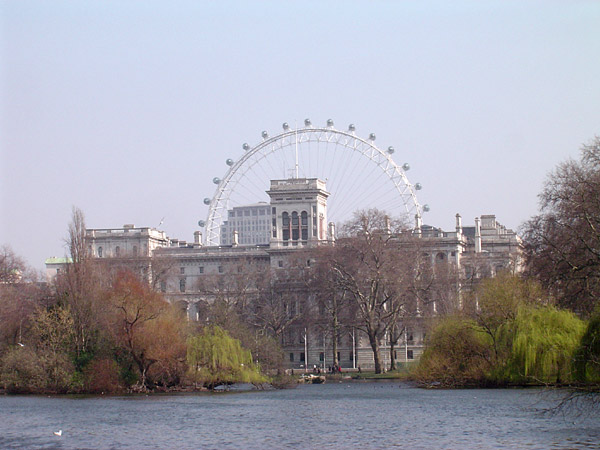
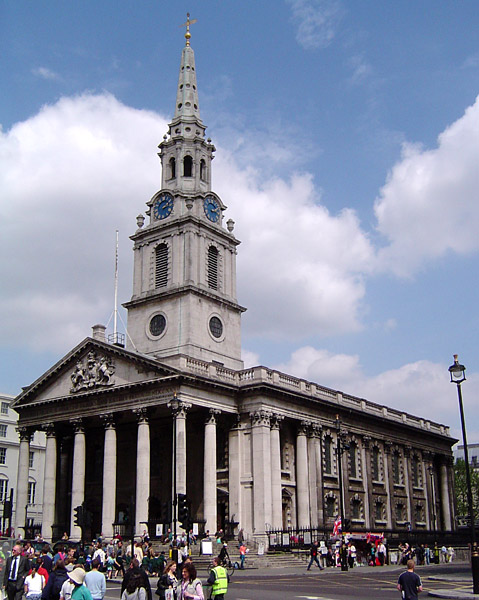
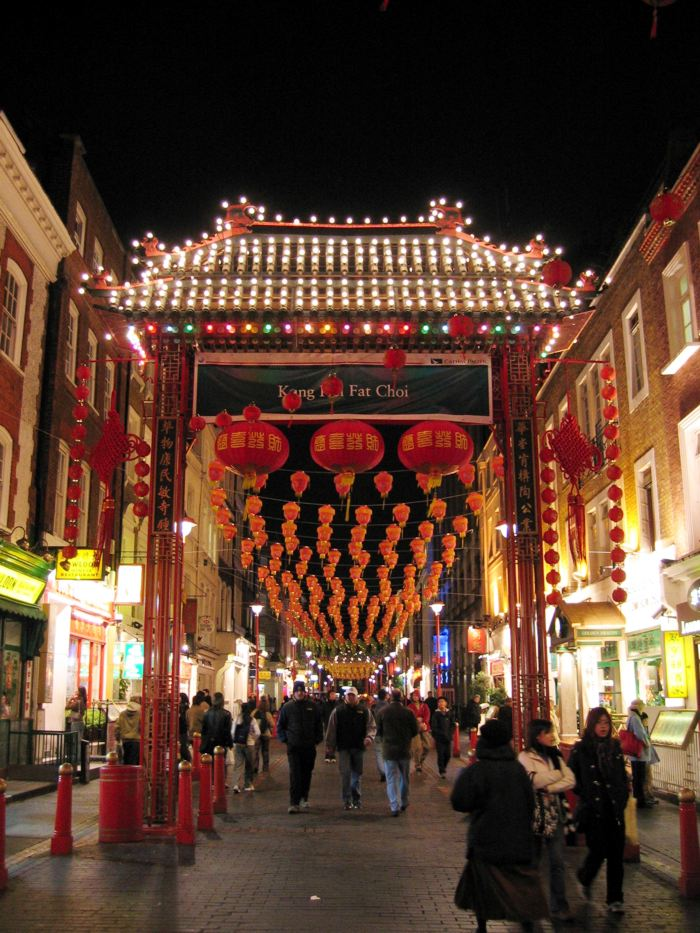

## 인구
| 연도                                                               | 인구    | ±%     |
| ------------------------------------------------------------------ | ------- | ------ |
| 1801                                                               | 220,188 | —      |
| 1811                                                               | 245,254 | +11.4% |
| 1821                                                               | 288,851 | +17.8% |
| 1831                                                               | 344,200 | +19.2% |
| 1841                                                               | 368,910 | +7.2%  |
| 1851                                                               | 422,850 | +14.6% |
| 1861                                                               | 446,263 | +5.5%  |
| 1871                                                               | 469,677 | +5.2%  |
| 1881                                                               | 493,090 | +5.0%  |
| 1891                                                               | 462,837 | −6.1%  |
| 1901                                                               | 441,857 | −4.5%  |
| 1911                                                               | 421,865 | −4.5%  |
| 1921                                                               | 396,406 | −6.0%  |
| 1931                                                               | 372,566 | −6.0%  |
| 1941                                                               | 334,448 | −10.2% |
| 1951                                                               | 300,461 | −10.2% |
| 1961                                                               | 267,126 | −11.1% |
| 1971                                                               | 237,614 | −11.0% |
| 1981                                                               | 163,893 | −31.0% |
| 1991                                                               | 187,526 | +14.4% |
| 2001                                                               | 181,279 | −3.3%  |
| 2011                                                               | 219,396 | +21.0% |
| Source: A Vision of Britain through time, citing Census population |         |        |

## 같이 보기
- 웨스트민스터